# Sumbersari (Butuh)
Sumbersari is een bestuurslaag in het regentschap Purworejo van de provincie Midden-Java, Indonesië. Sumbersari telt 364 inwoners (volkstelling 2010).